# Скайсткалне
Скайсткалне (латыш. Skaistkalne) — населённый пункт в Вецумниекском крае Латвии. Административный центр Скайсткалнской волости. Находится на правом берегу реки Мемеле у латвийско-литовской границы. Расстояние до города Бауска составляет около 32 км. По данным на 2015 год, в населённом пункте проживало 584 человека. Рядом находится месторождение гипса.

## История
Во времена Российской империи местечко носило название Шенбёрг и входило в состав Бауского уезда Курляндской губернии. К началу XX века здесь проживало около 200 человек, была развита торговля.
В советское время населённый пункт был центром Скайсткалнского сельсовета Бауского района. В селе располагался колхоз «Скайсткалне».
В Скайсткалне родилась Элиза фон дер Рекке (1754—1833) — немецкая (курляндская) писательница и поэтесса.

## Достопримечательности
Скайсткалнская католическая церковь, построенная в 1692 году в стиле барокко.